# Synagoge (Busko-Zdrój)
Koordinaten: 50° 28′ 13,8″ N, 20° 43′ 14,5″ O

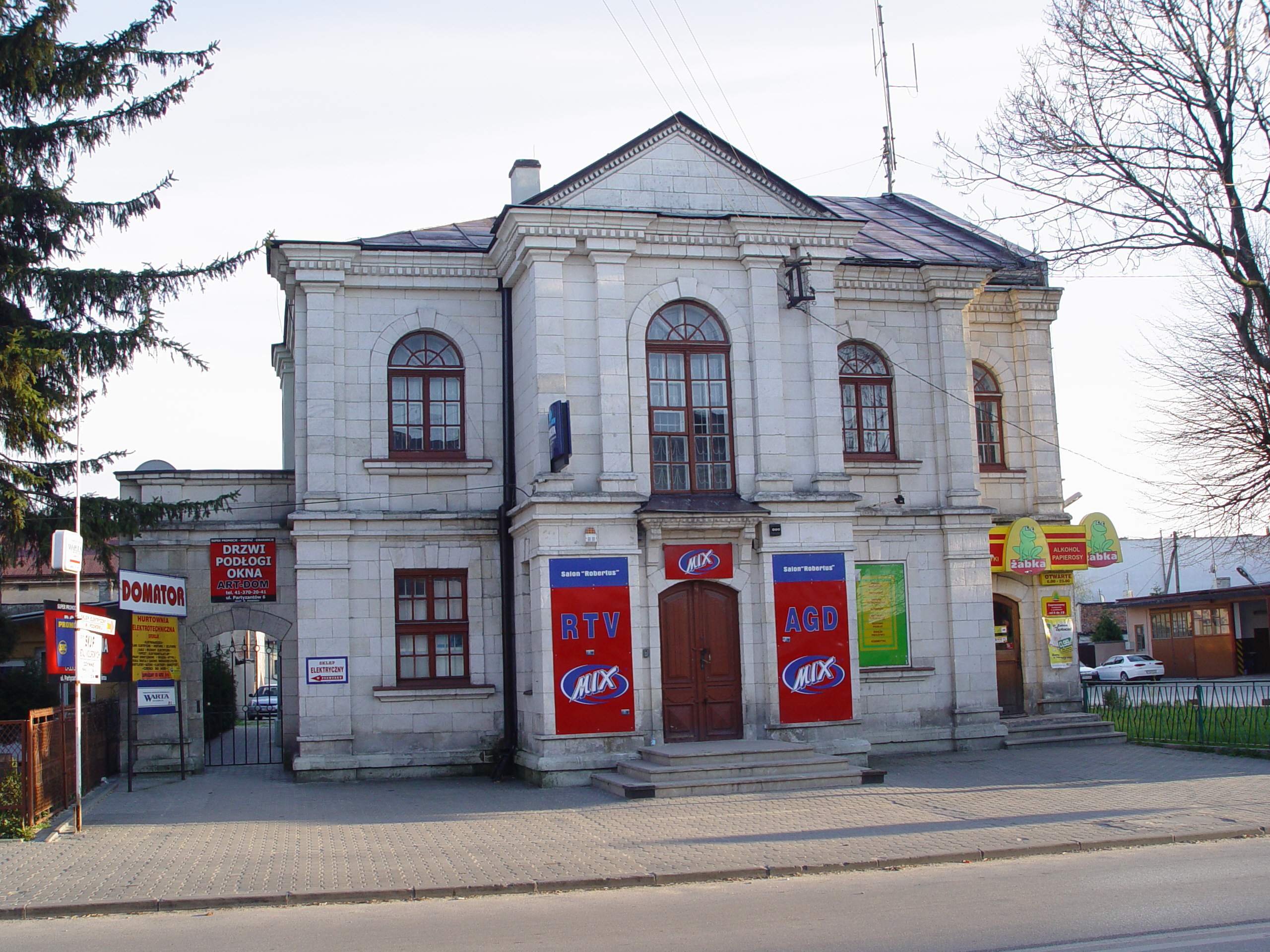
Ehemalige Synagoge in Busko-Zdrój

Der Synagoge in Busko-Zdrój, einer polnischen Stadt im Powiat Buski der Woiwodschaft Heiligkreuz, wurde 1929 errichtet. Die profanierte Synagoge ist seit 1975 ein geschütztes Kulturdenkmal.
Das Synagogengebäude dient heute als Geschäft für Haushaltsgeräte und Unterhaltungselektronik.